# Прокурор Аліція Горн
«Прокурор Аліція Горн» (пол. Prokurator Alicja Horn) — польський чорно-білий художній фільм, драма 1933 року. Екранізація повісті Тадеуша Доленги-Мостовича.

## Сюжет
Прокурор Аліція Горн вимагає страти для чоловіка, якого вона любить. Він їй зрадив і вів підозрілі справи. Але він не злочинець, тільки щось укриває.

## У ролях
- Ядвіга Смосарська — Аліція Горн
- Франтішек Бродневич — Ян Вінклер
- Богуслав Самборський — професор Кароль Бруницький
- Льода Галяма — танцівниця в кабарі
- Ірена Скверчинська — акушерка
- Ванда Яршевська — господиня Аліції Горн
- Павло Оверлло — прокурор, начальник Аліції Горн
- Роман Дерень — судовий службовець
- Яніна Кшімуська — судовий службовець
- Тадеуш Фієвський — газетчик
- Ян Курнакович — гість у кабаре
- Станіслав Гролицький
- Павло Оверлло
- Адольф Димша
- Барбара Гілевська
- Ірена Горецька та ін.